# Eve Balfour
Eve Balfour (3 de mayo de 1890-19 de marzo de 1955) fue una actriz británica nacida en Nueva Zelanda que trabajó en cine y en teatro.

## Filmografía
- The Woman Who Did (1915)
- Jack Tar (1915)
- Five Nights (1915)
- Burnt Wings (1916)
- Cynthia in the Wilderness (1916)
- The Woman of the Iron Bracelets (1920)
- The Scarlet Wooing (1920)
- The Black Sheep (1920)
- Fantômas (1920)